# Ałkiwiad Piechlewanidi
Ałkiwiad Jakowlewicz Piechlewanidi, ros. Алкивиад Яковлевич Пехлеваниди, gr. Αλκιβιάδης Πεχλιβανίδης (ur. w 1913, zm. 1976 w Szymkencie, Kazachska SRR, ZSRR) – radziecki piłkarz pochodzenia greckiego, grający na pozycji obrońcy. Jego syn Jefstafi Pechliwanidis również znany piłkarz.

## Kariera piłkarska
Dziadek Ałkiwiada mieszkał w Turcji, uprawiał zapasy, wskutek czego greckie nazwisko Lazaridis zostało zastąpione przez tureckie Pechlewan-Oglu (zapaśnik po turecku - pechlewan). Ojciec Ałkiwiada przeniósł się najpierw do Chabarowska, a w 1917 roku do Batumi. Ałkiwiad pracował z ojcem w piekarni, a potem zaczął grać w piłkę nożną. W 1939 roku rozpoczął karierę piłkarską w klubie Dinamo Batumi, a w następnym roku przeszedł do Dinama Tbilisi, w którym występował do zakończenia kariery piłkarskiej w 1946 roku.

## Sukcesy i odznaczenia

### Sukcesy klubowe w piłce nożnej
- wicemistrz ZSRR: 1940
- brązowy medalista mistrzostw ZSRR: 1946
- finalista Pucharu ZSRR: 1946

### Odznaczenia
- tytuł Mistrza Sportu ZSRR